# Sword Art Online: Extra Edition
Sword Art Online: Extra Edition là một tập đặc biệt trong sê-ri anime Sword Art Online được phát sóng vào ngày 31 tháng 12 năm 2013 trên Tokyo MX, BS11, Niconico Douga và được phát hành trên toàn thế giới trong hai giờ sau khi được công chiếu tại Nhật Bản trên Crunchyroll, Daisuki, cũng như một số trang web khác.

## Nội dung
Vào một ngày hè, Kazuto (Kirito) cùng em gái của anh ta, Suguha (Leafa) đến trường học dành cho những người sống sót ở SAO. Sau khi gặp Asuna, Rika (Lisbeth) và Keiko (Silica), Kazuto rời đi để tham gia buổi hội thảo. Sau đó, người cố vấn rời đi và Kikuoka đưa đồ ăn nhẹ, và một máy ghi âm, lên bàn để thảo luận về kinh nghiệm của Kazuto trong Sword Art Online nhằm xác định lý do cho hành động của Kayaba Akihiko. Trong khi các cô gái so sánh phong cách đồ bơi của mình trong phòng thay đồ, Kazuto bắt đầu giải thích về việc Akihiko từng thông báo rằng bản chất thực sự của Sword Art Online là tạo ra bối cảnh của một "Trò chơi tử thần", và cách Kirito sau đó rời Klein tại Town of Beginnings để trở thành người chơi solo. Tại hồ bơi, Asuna đã hướng dẫn Suguha cách bơi bằng đầu dưới nước. Sau đó, các cô gái nghỉ ngơi, khi Suguha hỏi họ đã gặp anh trai cô như thế nào. Keiko nói rằng Kirito đã cứu cô ấy như thế nào khỏi loài Khỉ say rượu, và sau đó giúp cô ấy lấy được Pneuma Flower để hồi sinh Pina. Rika tự hỏi liệu Kirito có thực sự nghĩ Keiko giống Suguha hay không, và chọc rằng bộ ngực của họ trông không giống nhau. Rika sau đó tiếp tục nói với họ rằng cuộc gặp gỡ đầu tiên của cô với Kirito không thú vị như Keiko, với một số hồi tưởng về nơi Lisbeth gặp Kirito trong cửa hàng rèn của cô ấy, cách Kirito đã nhảy vào X'rphan tổ của White Wyrm để cứu cô ấy và sau đó đã bị họ ra khỏi đó, và cuối cùng là lời hứa của anh ấy sẽ dọn sạch mọi thứ cho mọi người. Khi cô nói xong, cả Suguha và Asuna đều xin lỗi về hành động của Kirito, nhưng Rika trả lời rằng đó là những kỷ niệm đẹp.
Tại phòng cố vấn, Kazuto giải thích cho Seijirou về các cuộc đột kích về mức độ nguy hiểm của chúng đối với người chơi, sau đó anh kể lại trận chiến với The Gleam Eyes và cách anh đánh bại nó bằng kỹ năng song kiếm của mình, mặc dù anh đã suýt chết trong trận chiến. Kazuto sau đó giải thích về việc người chơi thậm chí còn nguy hiểm hơn quái vật, vì họ nghĩ ra nhiều cách hơn để giết những người chơi khác, chẳng hạn như việc Kuradeel làm tê liệt Kirito và Godfree. Kazuto sau đó kể lại cuộc đấu tay đôi của mình với Heathcliff, và nói rằng cuộc đấu tay đôi này đã cho anh manh mối về danh tính thực sự của Heathcliff.
Tại hồ bơi, các bắt đầu cô gái ăn trưa, Suguha đã hỏi về việc Asuna đã gặp Kirito như thế nào. Asuna khá miễn cưỡng, tuy nhiên do Keiko và Rika nhất quyết, nên cô ấy đã kể lại cho các cô gái cách cô đã gặp Kirito lần đầu tiên trên Tầng 1 sau cuộc họp, và cách anh ấy cho cô ấy thấy rằng có niềm vui khi sống ở Aincrad. Rika và Keiko ghen tị trước sự may mắn của Asuna với Kazuto và gây áp lực buộc cô ấy phải tiết lộ khoảng thời gian họ đã cùng nhau ăn thịt thỏ, Keiko sau đó tiếp tục bày tỏ sự ghen tị khi Asuna có một cô con gái, Yui.
Trở lại với phòng cố vấn, Kazuto kể cho Seijirou nghe về trận chiến cuối của anh ấy với Heathcliff và cách anh đánh bại cũng như những gì đã xảy ra sau khi anh ta đánh bại Kayaba Akihiko. Sau khi Kazuto giải thích xong về trải nghiệm của mình trong Sword Art Online, anh nhận được một tin nhắn từ Asuna trong đó có một bức ảnh của cô ấy với Suguha, Rika và Keiko ở hồ bơi, điều này vô tình khiến Kirito phải tiếp tục ở lại.
Khi Suguha bơi giỏi hơn, cô ấy nhớ tới Kazuto và kể lại nơi cô gặp Kirito trong ALO và ban đầu nghĩ rằng anh ta thô lỗ. Sau đó, cô đồng ý đưa Kirito đến Cây Thế giới từ Swilvane. Asuna cảm ơn Suguha vì những gì cô ta đã làm, Suguha trả lời rằng không cần, vì cô ta rất vui vào những ngày đó. Rika sau đó hỏi cô ấy nghĩ gì về Kirito, trước khi biết rằng anh ấy là anh trai của cô ấy, cô trả lời rằng anh ấy nhanh nhẹn, có ý chí mạnh mẽ và cô có niềm tin vào anh ấy, sau khi biết anh đang bảo vệ ai đó, chẳng hạn như thời gian mà Kirito bảo vệ Leafa và từ chối bỏ rơi cô cho bọn Salamanders ở Legrue Corridor cũng như cuộc chiến của anh với Tướng Eugene để bảo vệ liên minh Sylph-Cait Sith. Rika sau đó lại trêu chọc cô ta, nói rằng thật tuyệt khi Suguha và Kazuto thân thiết như vậy, nhưng cô ấy lo lắng rằng đó sẽ trở thành một tình yêu bị cấm đoán, điều này khiến Suguha đỏ mặt và đổi chủ đề sang bơi lội. Khi các cô gái đi bơi trở lại, Suguha tự hỏi điều gì sẽ xảy ra nếu cô ấy biết Kirito thực sự là Kazuto trước khi yêu anh ấy, và kể lại cái lúc cô phát hiện ra danh tính thật của avatar của anh trai mình.
Trong khi đó, Kazuto phải giải thích với Seijirou rằng anh ấy chưa đánh bại được Grand Quest và tự mình đến được với Asuna, anh đã làm được điều đó nhờ sự giúp đỡ của Leafa, Recon, Sakuya, Alicia Rue và các chiến binh Cait Sith và Sylph. Kazuto nói với Seijirou rằng trong một trò chơi GM về cơ bản là một vị thần. Tuy nhiên, sức mạnh đó chỉ được cấp cho họ bởi hệ thống. Kazuto sau đó đã kết thúc cuộc gặp với Seijirou, nói rằng anh nên tự biết phần còn lại của câu chuyện.
Buổi tối hôm đó tại ALO, Kirito và Klein ngồi trên bãi biển trong khi các cô gái chơi đùa dưới nước. Khi họ định nhìn các cô gái, Agil xuất hiện, khiến họ giật mình. Trong một đoạn hồi tưởng, Kirito và Asuna kể lại cuộc gặp gỡ của họ với Vua Hồ. Khi Asuna nói về họ, Kirito nhớ lại một nhiệm vụ mà người ta đồn rằng cá voi từng xuất hiện. Nghe vậy, Yui nói rằng cô ấy muốn đi đi xem. Vì vậy, sau buổi tập luyện tại hồ bơi và cuộc gặp gỡ của Kazuto với Seijirou, cả nhóm đã đến Đảo Thule trong ALfheim Online trước khi thực hiện nhiệm vụ hoàn thành mong muốn của Yui. Sau đó cả nhóm chuẩn bị ra ngoài, mặc dù Klein đã rất thất vọng khi phát hiện ra rằng các cô gái sẽ mặc áo giáp chứ không phải bikini của họ trong toàn bộ nhiệm vụ. Sau khi Asuna thi triển "Water Breathing", Kirito dẫn đầu cả nhóm trong khi Asuna hướng dẫn Leafa. Klein nhanh chóng bơi đến gặp NPC, nghĩ rằng những người duy nhất cần giúp đỡ dưới nước sẽ là những nàng tiên cá. Tuy nhiên, khi Klein yêu cầu giúp đỡ và nhìn lên NPC, anh 
nhận thấy rằng NPC là một ông già, điều này khiến anh há hốc mồm kinh ngạc và mất tinh thần. Trong khi đó, Kirito đang thực hiện nhiệm vụ "Kẻ săn lùng biển sâu". Nerakk giải thích rằng những tên trộm đã đánh cắp một viên ngọc trai của anh và yêu cầu cả nhóm lấy lại, mặc dù Leafa hơi nghi ngờ khi cô thấy tên NPC rất quen thuộc, nhưng cô đã bác bỏ ý kiến đó. Trong ngôi đền, khi Kirito và Klein thảo luận về việc hỗ trợ Leafa do cô ấy không chuyên về việc chiến đấu dưới nước, họ vô tình bước vào một cái bẫy. Ngay khi họ vừa bơi ra khỏi bẫy, một con Armachthys đã bơi ra. Kirito sau đó nhảy xuống xoáy nước để cứu Leafa, đồng thời đánh bại Armachthys. Khi Kirito cứu Leafa, cô đã hồi tưởng lại khi còn nhỏ, cô đã rơi xuống nước và chết đuối, nếu không được Kazuto cứu.
Sau khi tiến sâu hơn vào ngục tối và đánh bại một con quái vật, cả nhóm đã tìm thấy viên ngọc trai để hoàn thành nhiệm vụ và quay trở lại Nerakk để trao nó cho anh ta. Khi Kirito đưa viên ngọc trai cho Nerakk, Lisbeth nhận xét về việc hoàn toàn không nhìn thấy những tên trộm trong suốt nhiệm vụ, điều này khiến Asuna ngăn Kirito giao "viên ngọc trai" cho Nerakk và sau khi kiểm tra, Asuna phát hiện ra đó là một quả trứng. Khi các tiên nữ từ chối trao quả trứng cho Nerakk, anh ta sau đó biến thành hình dạng thật của mình, Kraken the Abyss Lord, người mà Yui tuyên bố là mạnh hơn nhiều so với các ông chủ tầng từ New Aincrad. Kraken the Abyss Lord dễ dàng hạ gục cả nhóm, nhưng ngay khi anh ta tiến vào để kết liễu họ và đòi lấy quả trứng, Leviathan the Sea Lord đã can thiệp. Sau một cuộc trao đổi ngắn ngủi, Kraken the Abyss Lord rút lui. Leviathan sau đó lấy quả trứng từ Asuna, và chiếc hộp "Hoàn thành Nhiệm vụ" được mở ra, sau đó, Sea Lord đưa cả nhóm lên bờ. Trong phần kết, Seijirou một lần nữa liên lạc với Kazuto.